# Seznam latvijskih atletov
Seznam latvijskih atletov.

## A
- Ronalds Arājs
- Mareks Ārents

## D
- Jolanta Dukure

## E
- Edgars Eriņš

## F
- Aigars Fadejevs

## G
- Valentīna Gotovska
- Aiga Grabuste
- Ilze Gribule
- Lauma Grīva

## I
- Laura Igaune
- Laura Ikauniece

## J
- Ingus Janevics
- Inese Jaunzeme
- Poļina Jeļizarova
- Dmitrijs Jurkevičs

## K
- Jānis Karlivāns
- Igors Kazakevičs
- Ainārs Kovals
- Inga Kožarenoka
- Dainis Kūla

## L
- Gunta Latiševa-Čudare
- Jānis Leitis
- Anita Liepiņa
- Modris Liepiņš
- Dace Lina
- Jānis Lūsis
- Voldemārs Lūsis

## M
- Dmitrijs Miļkevičs
- Elvijs Misāns
- Līna Mūze

## O
- Staņislavs Olijars
- Elvīra Ozoliņa
- Sinta Ozoliņa-Kovala
- Edvīns Ozoliņš

## P
- Madara Palameika
- Agnese Pastare
- Rojs Piziks
- Inna Poluškina
- Jeļena Prokopčuka

## R
- Ineta Radēviča
- Ēriks Rags
- Arnis Rumbenieks
- Dace Ruskule

## S
- Zigismunds Sirmais
- Igors Sokolovs

## T
- Egīls Tēbelis

## U
- Māris Urtāns

## V
- Vadims Vasiļevskis

## Z
- Ieva Zunda

## Ž
- Valērijs Žolnerovičs